# Carnitina palmitoiltransferasa I
La carnitina palmitoiltransferasa I (CPTI) es una enzima mitocondrial. En el músculo y otros tejidos no hepáticos, CPT1 está asociada con la membrana mitocondrial externa. La CPTI media el transporte de ácidos grasos de cadena larga a través de la membrana, uniéndolos a moléculas de carnitina. Este enzima puede ser inhibido por malonil-CoA.
La forma "CPTIA" está asociada con la deficiencia en carnitina palmitoiltransferasa I.

Acil-CoA desde el citosol hasta la matriz mitocondrial.

Una deficiencia en la acilcarnitina palmitoiltransferasa 1 provocaría una reducción en la oxidación de ácidos grasos. 